# 瑪赫布巴·瑟拉吉
瑪赫布巴·瑟拉吉（英語：Mahbouba Seraj，1948年—）是阿富汗記者及女性權益運動者。

## 早期生活與職業
瑟拉吉於1948年生於喀布爾，具有阿富汗王室血統，是阿曼努拉汗的姪女； 曾就讀於马拉莱（Malalai）高中以及喀布爾大學。
1978年，瑟拉吉及先生遭阿富汗共產黨監禁入獄，同年稍晚被宣告是不受歡迎人物（Persona non grata）。 接著，她前往美國， 在紐約市长居26年後，2003年才回到阿富汗。 回國後，她與他人共同創立多個組織以解決腐敗、婦女和兒童權利問題。最為人所知的是，瑟拉吉作為非營利阿富汗女性網絡（Afghan Women's Network）的成員之一，她致力於改善兒童健康、打擊貪腐及為家暴受害者賦權。
她是「瑪赫布巴·瑟拉吉：我們摯愛的阿富汗」（Our Beloved Afghanistan by Mahbouba Seraj）廣播節目的創作者及主講者，此節目主要是為了女性而製作，並在阿富汗全國播出。
她也透過國家行動計劃（National Action Plan）為女性參與政治議題倡議；前述計畫受聯合國支持。
當阿富汗塔利班於2021年8月奪回政權，瑟拉吉拒絕逃離阿富汗而決定留在喀布爾繼續與女性與兒童一起工作。 2021年9月，她登上《TIME》雜誌的2021年度全球百大影響力人物榜單。

## 表揚
她被BBC評為2021年巾帼百名之一。